# Maciej Hunia
Maciej Marek Hunia (Krakkó, 1961. február 25. –) lengyel titkosszolgálati tiszt az Államvédelmi Hivatalban, dandártábornok a Belbiztonsági Ügynökség testületében, a Katonai Hírszerző Szolgálat egykori vezetője, 2008. augusztus 1. óta a lengyel Hírszerző Ügynökség (AW) vezetője.

## Életrajz
1986-ban végzett történészként a krakkói Jagelló Egyetemen. Diákként részt vett a Független Hallgatói Tömörülés (NZS) munkájában. Magashegyi hegymászásra járt, ebben az időben ismerte meg Konstanty Miodowiczot.
Az 1980-as évek végén töltötte katonai szolgálatát. 1990-ben a lengyel Államvédelmi Hivatal (UOP) krakkói irodájának munkatársa lett. Előbb elemzőként dolgozott, azután az egység helyettes vezetője, majd vezetője lett. 1997–2006 között előbb az UOP Elhárító Igazgatóságának, majd a 2002-ben abból létrejött Belbiztonsági Ügynökség (ABW) azonos részlegének igazgatói posztját töltötte be.
2004. április 5-én Aleksander Kwaśniewski elnök dandártábornokká léptette elő a Belbiztonsági Ügynökség testületében.
Az ABW-től történt távozása után, 2007-ig Lengyelország prágai nagykövetségén dolgozott minisztertanácsosi rangban. 2008. január 15-én a Katonai Hírszerző Szolgálat (SWW) vezetőjévé nevezték ki, de már korábban, 2007. november 29-étől megbízottként irányította a szervezetet. 2008. június 7-étől a Hírszerző Ügynökséget vezette megbízottként. Augusztus 11-én felmentették az SWW igazgatói posztjáról, egyben a Hírszerző Ügynökség igazgatójává nevezték ki.
Az Arany Szolgálati Kereszt és a Lengyelország Újjászületése érdemrend Lovagkeresztje kitüntetések birtokosa.